# روز شکست
روز شکست (به انگلیسی: Day of Defeat) یک بازی ویدئویی تیراندازی اول شخص چندنفره مبتنی بر گروه است که در جنگ جهانی دوم در جبهه غرب جریان دارد. در اصل بازی یک ماد از بازی نیمه‌عمر بود که حقوق آن توسط ولو خریداری و به عنوان یک بازی کامل در سال 2003 منتشر شد.
روز شکست که در اواسط جنگ جهانی دوم روایت می‌شود، شامل هیچ‌یک از مبارزات تک نفره نیست و فقط روی جنبه‌های چند نفره بازی تمرکز دارد. این بازی یک کار تیمی است و دارای گیم پلی مبتنی کلاس دارد. نقشه‌ها از مسیرهای باریک تشکیل شده‌اند که معمولاً همه آنها به چند مکان اصلی متصل می‌شوند. بازسازی رسمی بازی به نام روز شکست: سورس توسط ولو در سال ۲۰۰۵ منتشر شد. با استفاده از موتور بازی سورس جدید که در آن زمان ساخته شده بود، نسبت به نسخه قبلی خود در گیم پلی، گرافیک و قابلیت‌های صوتی، پیشرفت داشت.

یک بازیکن برای جلوگیری از شلیک دشمن، پشت آوارها را سنگر می‌گیرد.

## بازتاب‌ها
| گردآورنده | امتیاز |
| --------- | ------ |
| متاکریتیک | 79/100 |

| ناشر                     | امتیاز |
| ------------------------ | ------ |
| کامپیوتر گیمینگ ورلد     | [ ۳ ]  |
| گیم اینفورمر             | 8.5/10 |
| گیم‌اسپات                 | 8.1/10 |
| گیم‌اسپای                 | [ ۶ ]  |
| گیم‌زون                   | 9/10   |
| آی‌جی‌ان                   | 8/10   |
| پی‌سی فرمت                | 70%    |
| پی‌سی گیمر (بریتانیا)     | 84%    |
| پی‌سی گیمر (ایالات متحده) | 84%    |
| ایکس پلی                 | [ ۱۲ ] |

روز شکست با توجه به بازبینی جمعی سایت متاکریتیک «بررسی‌های معمول مطلوب» دریافت کرد. آی‌جی‌ان این بازی را بخاطر استفاده از فضاهای باریک جهت تحریک برای «قدم زدن بی‌امان» تحسین کرد، و گیم‌اسپای بسیار از توجه خود به جزئیات صحبت کرد. همچنین منتقدان روز شکست را به خاطر ارتقا کار تیمی خود از طریق راهروه ای تنگ و هدفمند که بازیکنان را مجبور به همکاری می‌کنند، ستایش کردند.

### میراث
روز شکست در عنوان روز شکست: سورس توسط موتو بازی سورس بازسازی شد. بازسازی سورس شامل تغییرات قابل توجهی در گیم پلی، نقشه‌های جدید، گرافیک به روز شده و فیزیک بهبود یافته بود.
این بازی که در تاریخ ۲۶ سپتامبر ۲۰۰۵ منتشر شد، به دلیل گیم پلی، صدا و گرافیک آن مورد تحسین قرار گرفت و نظرات مطلوب دریافت کرد. پس از انتشار، بازی توسط ولو با تعدادی به روزرسانی پشتیبانی شد، از جمله نسخه‌های بازی برای مک‌اواس و لینوکس به ترتیب در سال ۲۰۱۰ و ۲۰۱۳ منتشر شد.